# 녹차

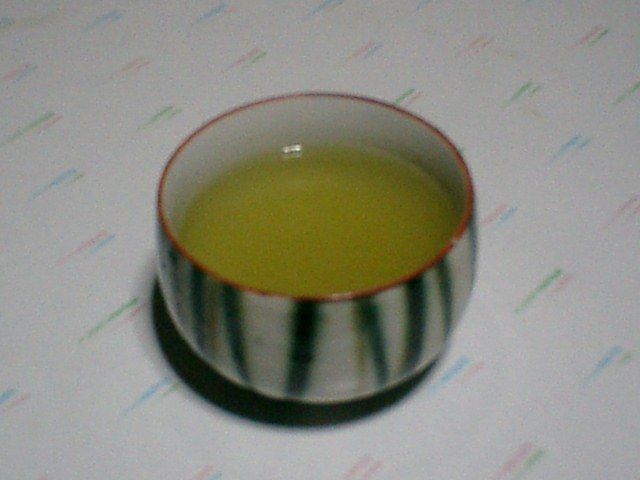
녹차

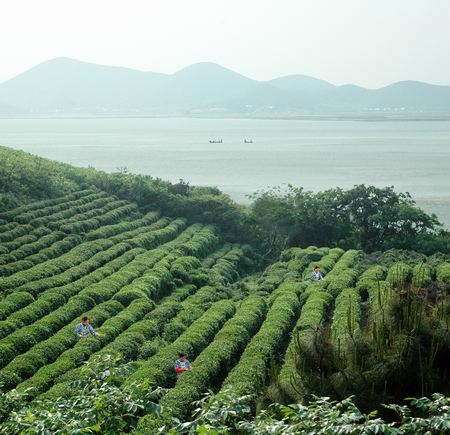
중국의 녹차밭

녹차(영어: Green tea, 綠茶, 문화어: 록차)란 발효시키지 않은, 푸른 빛이 그대로 나도록 말린 찻잎(茶葉), 또는 찻잎을 우린 물을 말한다. 녹차는 기원전 1000년 후반에 중국에서 시작되었으며, 그 이후로 그 생산과 제조가 동아시아의 다른 나라로 퍼졌다.
여러 종류의 녹차가 존재하며, 이는 사용되는 종(C. sinensis)의 다양성, 재배 조건, 원예 방법, 생산 가공 및 수확 시기에 따라 크게 다르다.

## 역사
차 소비는 신농 황제 통치 기간 중에 중국에서 기원한 것으로 보고 있다.
600-900 AD (당나라) 육우가 쓴 책에 따르면 차경(茶經)은 녹차 역사에서 중대한 것으로 간주된다.

## 녹차 산지

### 대한민국의 주요 녹차산지
- 경상남도 하동군, 사천시
- 전라남도 보성군
- 제주특별자치도
- 전라남도 구례군

### 중국의 녹차
중국의 차 생산량 중 가장 많은 비율을 차지하는 것이 녹차이다. 중국 녹차는 효소의 작용을 억제시키는 과정인 살청(殺靑), 찻잎을 비비는 과정인 유념(揉捻), 찻잎을 말리는 건조, 세 과정을 거쳐서 만들어진다. 살청을 하기 때문에 녹차는 발효가 일어나지 않는 불발효차이다.
중국의 절강, 안휘, 강서 3성의 생산량이 가장 많고 품질도 뛰어나다.

### 일본의 녹차
일본의 녹차는 대개 중국에서 전래된 것으로 추정되며, 가장 유명한 녹차는 KBS 1TV의 《걸어서 세계속으로》에 보고된 바와 같이, 우레시노시에 자생하고 있는 우레시노 녹차가 한국의 보성 녹차와 흡사한 녹차로 알려져 온 것으로 보인다.

## 녹차 분류법

### 채취시기에 따른 분류
국내 관습적으로 존재하던 차의 채취시기에 의한 등급의 분류는 지역과 생산자에 따라 시기와 설명의 차이가 존재한다. 생산자와 무관한 단일화된 기준은 차산업 발전 및 차문화 진흥에 관한 법률 시행규칙[시행 2016. 1. 21]의 [별표 1] 차의 품질 등의 표시기준(제5조 관련) 2. 차나무 잎의 채취시기에 따른 종류 및 기준[2016. 1. 21.,제정]에 명시되어 있다. 관련 기준에 따라 생산자별 채취시기에 따른 분류를 일치시키는 긍정적이나, 차의 등급을 채취시기에 따라 법으로 규정하는 것은 내륙과 제주 등 지역별 기후의 차이가 무시되고 차에 사용될 수 있는 다양한 생산방식이 배제되고 해외의 녹차의 경쟁에서 긍정적이지 않다는 의견도 존재한다. 한 가지 예로 인도의 채엽따른 시기에 따른 분류로 first flush는 2월부터 시작되며, 인도산 녹차로 만든 영국 브랜드 녹차를 구매하는 또 다른 국가의 소비자에게 인도의 2월과 한국의 4월을 숫자로 단순 비교하게 한다는 것을 생각해보면 된다.
- 우전: 해당 연도 기상조건에 따라 전반적으로 평년에 해당하는 절기상 곡우이전에 채취한 차나무 잎으로 1심2엽을 사용한 것
- 곡우: 절기상 곡우 또는 곡우 이후 7일 이내에 채취한 차나무 잎으로 1심2엽을 사용한 것
- 세작: 절기상 곡우 이후 8일에서 10일 사이에 채취한 차나무 잎으로 1심2엽을 사용한 것
- 중작: 5월에 채취한 차나무 잎으로 1심3엽을 사용한 것
- 대작: 6월 이후에 채취한 차나무 잎을 사용한 것

### 가공 방법에 따른 분류
- 덖음차(부초차) - 솥에 찻잎을 덖는 과정과 비비는 과정을 통해서 만든다.
- 증제차 - 증기등을 통해서 찻잎을 찌는 과정과 압력을 주어 찻잎을 누르는 과정을 통해서 만든다.

### 형태에 따른 분류
- 잎차 - 덖음차나 증제차와 같은 잎의 모양을 유지하고 있는 녹차
- 말차(가루차)
- 떡차(병차) - 찻잎을 찐 후에 절구에 찧어 떡 모양을 만들어 저장이 용이 하도록 만든 차(발효가 진행되는 차)
- 돈차(전차) - 찻잎을 찐 후에 절구에 찧거나 맷돌에 갈아서 엽전 모양으로 가운데 구멍을 뚫어 저장과 보관이 용이하도록 만든 차

## 효능
- 콜레스테롤 수치를 낮춰주어 지방 분해 효과가 있다.
- 혈전 형성을 막아주고 콜레스테롤과 혈당을 낮춰준다.
- 충치균에 의한 치아 부식을 방지하며 구취 해소에 효과가 있다.
- 항균 작용이 있어 식중독 예방에 효과가 있다.

## 커피와의 비교
커피와 마찬가지로 녹차에도 카페인이 들어있다. 그러나 커피는 100°C 정도의 물을 이용해 마시는 반면, 녹차는 60~80°C 정도의 물을 이용해 마신다. 카페인은 뜨거운 물일수록 더 잘 우러나기 때문에 녹차보다 커피에서 카페인이 더 많이 나온다. 또한 동일 중량의 차와 커피를 만드는데 차가 더 낮은 양이 사용된다. 
녹차에는 카테킨, 테아닌이 들어있어 카페인의 흡수를 억제하기도 한다.

## 같이 보기
- 말차
- 백차
- 청차
- 홍차
- 황차
- 흑차
- 보성녹돈